# Tottenham Hotspur (Frauenfußball)
Tottenham Hotspur Football Club Women, allgemein als Tottenham Hotspur, ist ein englischer Frauenfußballverein, der mit Tottenham Hotspur verbunden ist. Der Verein spielt derzeit in der FA Women’s Super League (FA WSL), der höchsten Spielklasse des Frauenfußballs in England. Der Verein stieg in die FA WSL auf, nachdem er in der FA Women's Championship 2018/19 den zweiten Platz belegt hatte.
Tottenham Hotspur Women bestreitet seine Heimspiele hauptsächlich in Brisbane Road in Leyton und gelegentlich auch im Tottenham Hotspur Stadium. Seit 2020 trainiert der Verein vollzeitig in Hotspur Way.
Der Verein hat insgesamt zwölf Titel, wobei er zuletzt den Titel der FA Women’s Premier League in der Saison 2016/17 gewann.

## Geschichte

### Frühe Jahre und Amateurära (1985–2017)
Tottenham Hotspur FC Women wurde 1985 als Broxbourne Ladies von Sue Sharples und Kay Lovelock nach der Schließung des East Herts College gegründet. In der Saison 1991/92 wurde den Verein die Genehmigung eingeholt, den Namen in Tottenham Hotspur Ladies F.C. zu ändern. Die Reservemannschaft nahm den Betrieb ab der Saison 1992/1993. In der Saison 1996/1997 begannen die Mannschaften des Vereins, in der nationalen Liga zu spielen. In der Saison 2015/16 erreichte der Verein ein historisches Double, als er den Ryman’s Women’s Cup und den FA Women’s Premier League Cup gewann. In derselben Saison belegten sie den zweiten Platz im Capital Cup und schafften beinahe das Pokal-Triple. Die folgende Saison war die erfolgreichste des Vereins aufgrund des Quadruples, einschließlich des Aufstiegs in die WSL 2.

### Aufstieg in die FA WSL (2017–2019)
Zu Beginn der Saison 2017/18 verpflichtete der Verein hochkarätige Spielerinnen wie die ehemalige englische U20-Mittelfeldspielerin Coral-Jade Haines und die walisische Nationalstürmerin Sarah Wiltshire. In dieser Saison errang der Verein seinen ersten Sieg über eine Spitzenmannschaft durch den Sieg über Bristol City Women’s Football Club im FA Women's League Cup. Der Verein beendete seine erste Saison in einer professionellen Liga auf dem siebten Platz von zehn Mannschaften. Im März 2018 wurde bestätigt, dass der Verein sich um einen Verbleib in der neu umbenannten Women's Championship bewerben und in der kommenden Saison antreten würde.

## Spielstätte
Tottenham Hotspur Women verlegte ihr Heimstadion 2016 nach Cheshunt, nachdem sie zuvor das Barrows Farm Stadium, die Heimspielstätte von Harlow Town F.C., verlassen hatten. Das alternative Stadion der ersten Mannschaft blieb jedoch dasselbe, nämlich Goffs Lane. Am 5. Juni 2019 gab der Verein bekannt, dass seine Heimspiele in der Saison 2019/20 im Hive Stadium ausgetragen werden. Am 6. Juni 2022 gab der Verein bekannt, dass seine Heimspiele in der Saison 2022/23 in Brisbane Road ausgetragen werden.
Der Frauenfußballverein hat sowohl im White Hart Lane als auch im Tottenham Hotspur Stadium gespielt. In ihrem letzten Spiel im White Hart Lane am 19. April 2017 gewannen sie den Titel der FA Women's Premier League South gegen den Rivalen West Ham United Ladies.

### Trainingsgelände
Der Tottenham Hotspur FC Women begann im Dezember 2020 mit dem Vollzeittraining im Hotspur Way, das Haupt-Trainingsgeländes vom Verein. Zuvor hatte der Verein einmal pro Woche dort trainiert und die restliche Zeit im Hive Stadium verbracht.

## Soziales Engagement
Der Tottenham Hotspur FC Women arbeitet eng mit der Männermannschaft von Tottenham Hotspur zusammen, beispielsweise bei der Unterstützung von CoppaFeel!, einer Wohltätigkeitsorganisation zur Aufklärung über Brustkrebs und bei der Förderung der Stonewall-Kampagne Rainbow Laces.

## Ausrüster und Trikotsponsoren
| Zeitraum  | Ausrüster    | Trikotsponsoren (Brust)    | Trikotsponsoren (Ärmel) |
| --------- | ------------ | -------------------------- | ----------------------- |
| 1985–1991 | keine        | keine                      | keine                   |
| 1991–1995 | Umbro        | Holsten-Brauerei           | keine                   |
| 1995–1999 | Pony         | HP                         | keine                   |
| 1999–2002 | Adidas       | Holsten-Brauerei           | keine                   |
| 2002–2006 | Kappa        | Thomson Holidays           | keine                   |
| 2006–2010 | Puma         | Mansion.com Casino & Poker | keine                   |
| 2010–2011 | Puma         | Autonomy Corporation       | keine                   |
| 2011–2012 | Puma         | Aurasma                    | keine                   |
| 2012–2013 | Under Armour | Aurasma                    | keine                   |
| 2013–2014 | Under Armour | HP                         | keine                   |
| 2014–2017 | Under Armour | AIA Group                  | keine                   |
| 2017–2021 | Nike         | AIA Group                  | keine                   |
| 2021–2024 | Nike         | AIA Group                  | Cinch                   |
| 2024–     | Nike         | AIA Group                  | Kraken                  |

## Kader

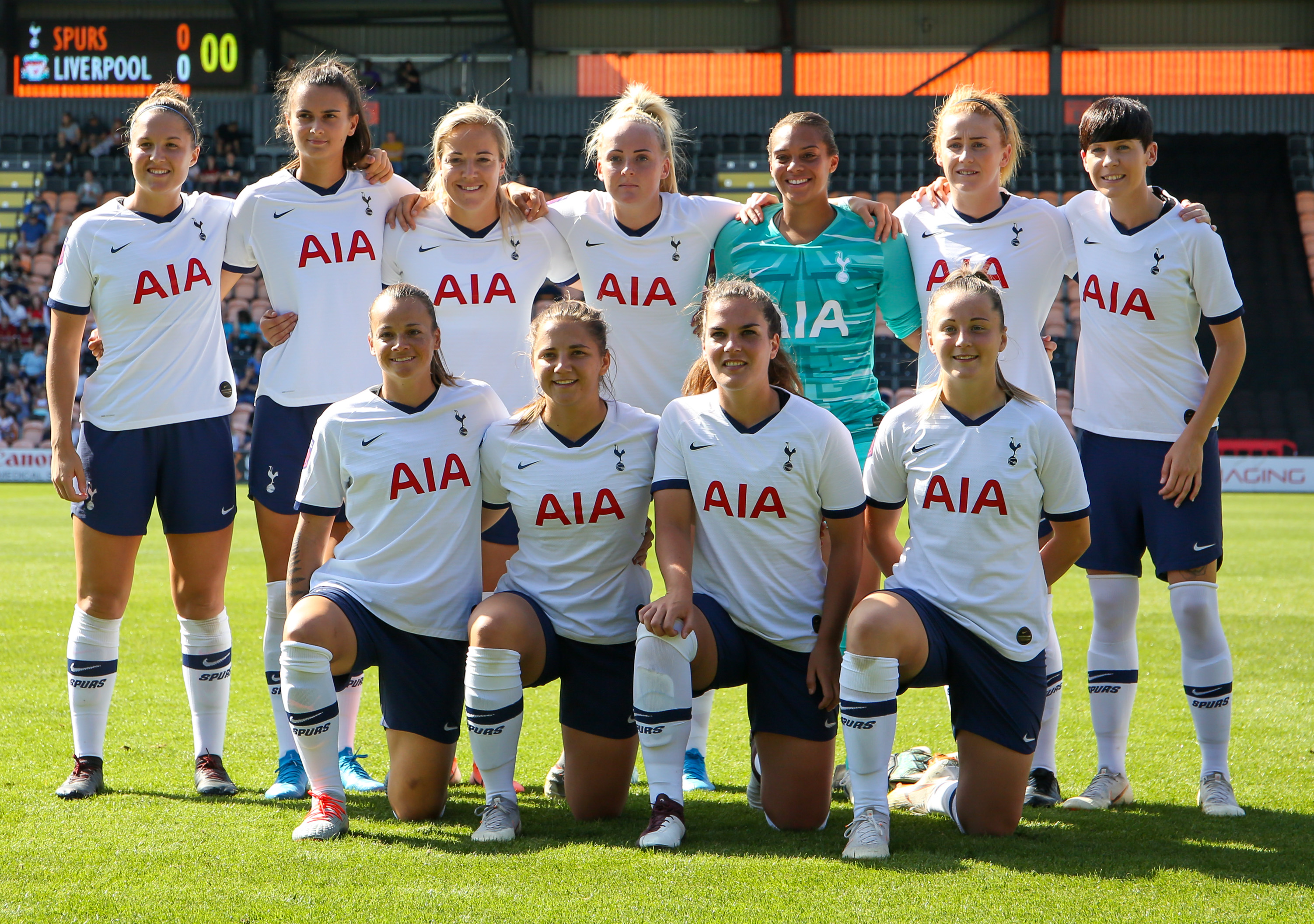
Spielerinnen von Tottenham Hotspur FC Women stellen sich vor einem Spiel gegen Liverpool im September 2019 für ein Mannschaftsfoto auf.

- Stand: 13. September 2024[11]

| Nr.        | Nat.                | Name              | Geburtstag    | im Verein seit |     |     |
| Tor        | Tor                 | Tor               | Tor           | Tor            | Tor | Tor |
| ---------- | ------------------- | ----------------- | ------------- | -------------- | --- | --- |
| 22         | Jamaika             | Rebecca Spencer   | 22. Feb. 1991 | 2019           |     |     |
| 26         | Vereinigte Staaten  | Katelin Talbert   | 9. Okt. 1998  | 2024           |     |     |
| 27         | England             | Eleanor Heeps     | 4. Aug. 2003  | 2021           |     |     |
| Abwehr     |                     |                   |               |                |     |     |
| 2          | Australien          | Charlotte Grant   | 20. Sep. 2001 | 2024           |     |     |
| 3          | England             | Ella Morris       | 23. Sep. 2003 | 2024           |     |     |
| 4          | England             | Amy James-Turner  | 4. Juli 1991  | 2022           |     |     |
| 5          | England             | Molly Bartrip     | 1. Juni 1996  | 2021           |     |     |
| 6          | Schweden            | Amanda Nildén     | 7. Aug. 1998  | 2024           |     |     |
| 15         | Australien          | Clare Hunt        | 25. März 1995 | 2024           |     |     |
| 21         | Schweiz             | Luana Bühler      | 28. Apr. 1996 | 2023           |     |     |
| 29         | England             | Ashleigh Neville  | 29. Apr. 1993 | 2017           |     |     |
| Mittelfeld |                     |                   |               |                |     |     |
| 10         | Spanien             | Maite Oroz        | 25. März 1998 | 2024           |     |     |
| 14         | Ungarn              | Anna Csiki        | 14. Nov. 1999 | 2024           |     |     |
| 20         | Finnland            | Olga Ahtinen      | 15. Aug. 1997 | 2023           |     |     |
| 24         | Jamaika             | Drew Spence       | 23. Okt. 1992 | 2022           |     |     |
| 25         | Finnland            | Eveliina Summanen | 29. Mai 1998  | 2022           |     |     |
| 77         | China Volksrepublik | Wang Shuang       | 23. Jan. 1995 | 2023           |     |     |
| Sturm      |                     |                   |               |                |     |     |
| 7          | England             | Jessica Naz       | 24. Juli 2000 | 2018           |     |     |
| 8          | Australien          | Hayley Raso       | 5. Sep. 1994  | 2024           |     |     |
| 9          | England             | Bethany England   | 3. Juni 1994  | 2023           |     |     |
| 13         | Schweden            | Matilda Vinberg   | 16. März 2003 | 2023           |     |     |
| 16         | England             | Kit Graham        | 11. Nov. 1995 | 2019           |     |     |
| 17         | Schottland          | Martha Thomas     | 31. Mai 1996  | 2023           |     |     |

### Trainerstab
| Funktion         | Name            |
| ---------------- | --------------- |
| Cheftrainer      | Robert Vilahamm |
| Co-Trainerin     | Vicky Jepson    |
| Torwarttrainer   | Chris Williams  |
| Übergangstrainer | Anton Blackwood |